# Félicien Makouaka
Félicien-Patrice Makouaka, né le 1922 et mort le 7 février 2000, est un prélat gabonais, évêque du diocèse de Franceville.